# Itarinae
Az Itarinae egy alcsalád a rovarok (Insectia) osztályának egyenesszárnyúak (Orthroptera) rendjén belül, a tücsökfélék (Gryllidae) családjában.

Fajaik a talajon élnek és mindenevők.

## Elterjedésük
Az alcsalád fajai Indiában és az Indonéz szigeteken terjedtek el.

## Rendszerezésük
Az alcsaládot további egy nemzetségre és 3 nemre oszthatjuk.
- Itarini (Chopard, 1932)
  - Itara (Walker, 1869)
  - Pseudotrigonidium (Chopard, 1915)
  - Tremellia (Stål, 1877)